# Creu de Guerra (Espanya)
|  | Per a altres significats, vegeu «Creu de Guerra». |

La Creu de Guerra és una medalla espanyola concedida als militars espanyols que hagin realitzat actes o serveis molt destacats en combat. L'adquisició d'aquesta condecoració porta amb si la qualificació de "valor reconegut" en el full de serveis del guardonat.

## Creu de Guerra establerta en 1938
Per Ordre Circular de 29 de març de 1938 (BOE. Núm. 526) es crea la Creu de Guerra diferenciant-la de l'Reial Orde Militar de Maria Cristina, que va ser modificada en 1931, encara que mantenint-ne el disseny.
El motiu de la concessió serà l'haver realitzat actes o serveis molt destacats que tinguessin extraordinària eficàcia per al desenvolupament de la batalla o combat.

### Categories

#### Gran Creu
Banda de cinta ampla, que es portarà terçada de l'espatlla dreta al costat esquerre, amb els extrems units per llaç, del que penjarà la creu descrita per la tropa. El color de la cinta, blava celeste, amb una llista blanca central, d'amplària igual a la quarta part de la total de la banda. Creu de plata rovellada, amb filet d'or i braços iguals; al centre, corona també d'or i quatre espases del mateix metall creuades, només visibles els punys d'elles en els angles de la creu.

#### Creu de Guerra per aCaps
Forma de placa, amb escut central d'esmalt; creu, fulles de llorer i quatre espases d'or brillant sobre ràfegues de plata oxidada; entre l'escut i el llorer, un cercle d'esmalt blau fosc, amb la llegenda en lletres d'or «Al mèrit en campanya». Sobre el braç superior, a l'extrem, una corona; simètricament en l'inferior, un castell, i en els extrems dels braços laterals, lleons, tot això de plata brillant. Sobre el braç superior, i recolzat en el cercle blau, un rectangle de plata per a la data de concessió. La repetició d'aquesta condecoració s'indicarà per rectangles, com l'indicat sobre els altres braços de la creu.

#### Creu de Guerra per aoficials i suboficials
Forma de placa, amb escut central d'esmalt; creu, fulles de llorer i quatre espases d'or brillant sobre ràfegues de bronze mat; entre l'escut i el llorer, un cercle d'esmalt vermell, amb la llegenda en lletres d'or «Al mèrit en Campanya». Sobre el braç superior, a l'extrem, una corona; simètricament en l'inferior, un castell, i en els extrems dels braços laterals, lleons, tot això de plata brillant. Sobre el braç superior, i recolzat en el cercle vermell, un rectangle de plata per a la data de concessió. La repetició d'aquesta condecoració s'indicarà per rectangles, com l'indicat sobre els altres braços de la creu.

#### Creu de Guerra paraCaporals i Soldats
Creu de plata rovellada, amb filet d'or i braços iguals; al centre, corona també d'or i quatre espases del mateix metall creuades, només visibles els punys d'elles en els angles de la creu; per mitjà d'una anella daurada penjarà d'una cinta blava celeste, amb llista blanca al centre, d'una quarta part d'amplària del total i passada per una sivella d'or de tipus corrent.
Les creus poden ser també acompanyades per fulles de palma, concedint-se al personal que, havent estat proposat per a avanç en l'escala o Medalla Militar, no ompli plenament les condicions assenyalades, però sí que les reuneixi superiors a les exigides per a la Creu de Guerra.

## Creu de Guerra pel RD 1040/2003
Definida pel Reial decret 1040/2003, d'1 d'agost (BOD. Núm. 177) com la recompensa militar exemplar que té per objecte premiar a aquelles persones que, amb valor, hagin realitzat accions o fets de gran eficàcia, o hagin prestat serveis excel·lents, durant un període continuat, dins d'un conflicte armat o d'operacions militars que impliquin o puguin implicar l'ús de força armada, i que comportin uns dots militars o de comandament molt assenyalades. Aquest decret ha eliminat les categories i insígnies corresponents que van ser establertes en l'Ordre de 29 de març de 1938.

### Descripció
En l'anvers s'aprecia una creu en or brillant que acabaran en punta triangular, coincident amb la base triangular de la punta, tot això d'escates abrillantades i vorejat per un filet en or. Acolat al centre de la creu, escut circular cuartelado i filetejat en or, d'esmalts: primer, de Castella; segon, de Lleó; tercer, d'Aragó, i cambra, de Navarra; entat en punta Granada i escussó al seu centre de Borbó-Anjou. El tot està emmarcat per bordura en blau més fosc filetejada en or, de tres mil·límetres d'ample, amb la inscripció en or: «Al valor militar», separada, entre el seu inici i el seu final, per estel de sis puntes en or. Al seu torn, acolades a la part posterior de la creu, dues branques de llorer fruitades en or de contorn circular i exteriors a l'escut quartelat descrit. Formant angles de 45 graus respecte als braços de la creu, quatre espases en or amb les empunyadures cap a l'exterior, acolades darrere de les branques de llorer. Sobre el braç superior de la creu, a l'extrem, corona real en els seus colors sota la qual anirà un rectangle de tres mil·límetres d'ample per sis de llarg, en plata brillant, amb la data de concessió; simètricament, en el braç lateral dret i al seu extrem, emblema de l'Exèrcit de Terra en plata brillant, i en els extrems dels braços inferior i esquerre, emblemes de l'Armada i de l'Exèrcit de l'Aire, en el mateix metall. El revers llis. La cinta anirà unida a la creu per una anella oblonga. Serà de seda i de 30 mil·límetres d'ample, dividida en tres parts, en sentit longitudinal: la central, de vuit mil·límetres d'ample, de color blanc, i les laterals, d'11 mil·límetres d'ample i color blau. Aquesta cinta tindrà 30 mil·límetres de longitud a la vista i es portarà subjecta per una sivella daurada de la forma i dimensions proporcionades i usuals per a aquesta classe de condecoracions.